# 中村耕三
中村 耕三（なかむら こうぞう、1947年 - ）は、日本の医学者。専門は外科、整形外科。東京大学大学院医学系研究科・医学部名誉教授（整形外科学講座）。現在の研究課題は脚延長、脊椎外科、慢性関節リウマチ。